# فرودگاه بین‌المللی فوژو چنگل
فرودگاه بین‌المللی فوژو چنگل (به انگلیسی: Fuzhou Changle International Airport) یک فرودگاه همگانی مسافربری با کد یاتا FOC است که یک باند فرود بتن دارد و طول باند آن ۳۶۰۹ متر است. این فرودگاه در شهر فوژو کشور تایوان قرار دارد و در ارتفاع ۱۴ متری از سطح دریا واقع شده‌است.

## شرکت‌های هواپیمایی و مقصدهای پروازی

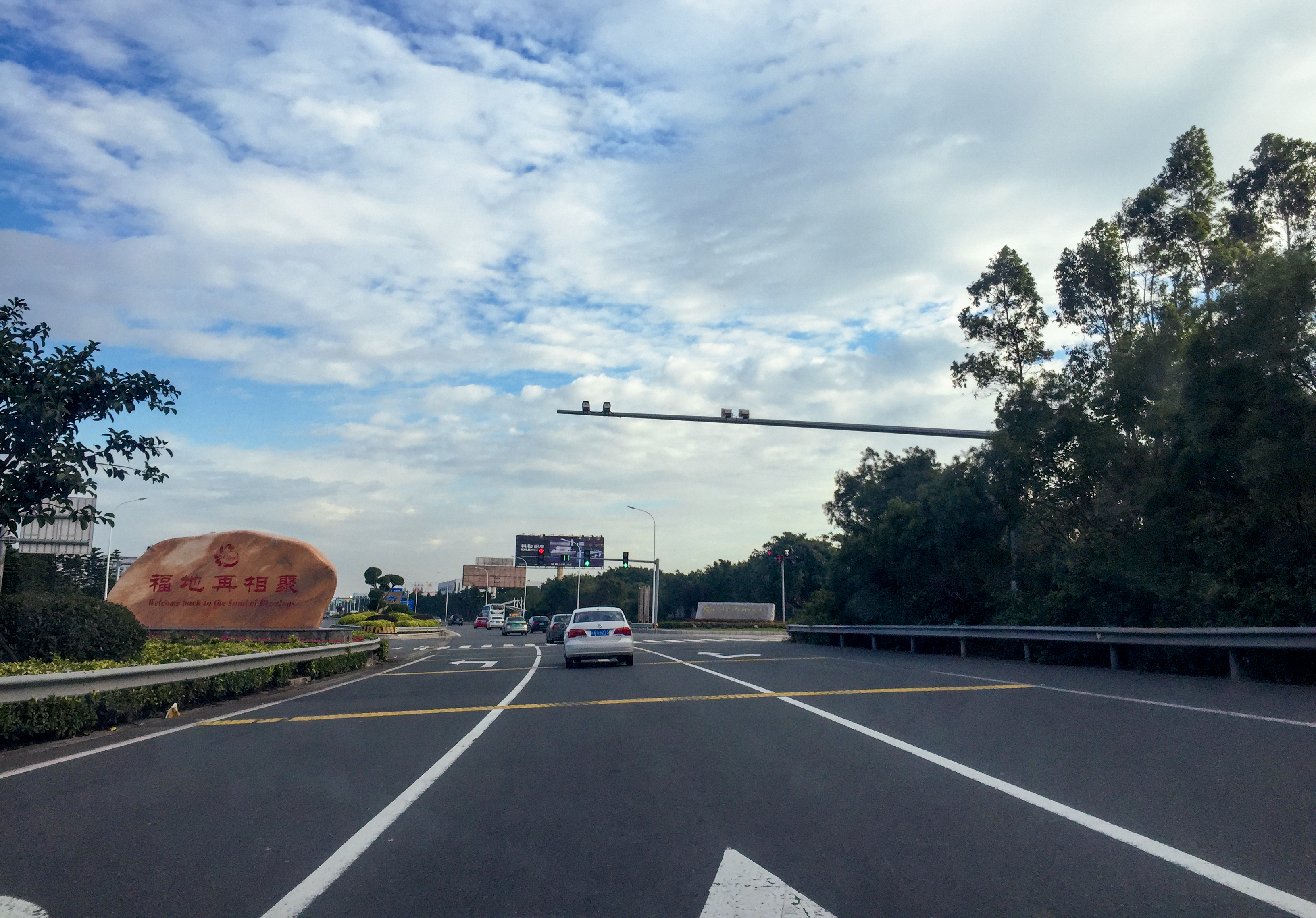
فرودگاه بین‌المللی فوژو چنگل

### مسافری
| شرکت‌های هواپیمایی                             | مقصدهای پروازی |
| --------------------------------------------- | --- |
| ایر چاینا                                     | پکن، چنگدو شوانگلیو، چنگچینگ ییانگبی، شانگهای پودنگ |
| بیجینگ کپیتال ایرلاینز                        | سانیا فونیکس، سوژو گئوانئین |
| کامبوج انگکور ایر                             | چارتر: سیم ریپ |
| دراگون‌ایر                                     | هنگ کنگ |
| Chengdu Airlines                              | چنگدو شوانگلیو، لانگ‌دونگ‌بائو گوئی‌یانگ |
| هواپیمایی شرقی چین                            | چانگشا هوانگهوا، چنگدو شوانگلیو, دالیان ژووشویزی، گایلین لیانگ‌جیانگ، هوای‌ان لیانشوی، لانجو ژنگچوان، شانگهای پودنگ، ووسو تائی‌یوان، شی‌آن شیان‌یانگ |
| هواپیمایی شرقی چین اجرا توسط شانگهای ایرلاینز | شانگهای هونگچیائو |
| China Express Airlines                        | دالیان ژووشویزی، لیانیونگانگ بایتابو، لیپینگ |
| هواپیمایی جنوبی چین                           | بایون گوآنگجو، شنژن بن، اورومچی دیووپو، ووهان تیانهه، شی‌آن شیان‌یانگ، ژنگژو سین‌ژنگ |
| چاینا یونایتد ایرلاینز                        | پکن نانیوان |
| سیتیلینک                                      | چارتر: سام رتولنگی |
| چونگ‌کینگ ایرلاینز                             | چنگچینگ ییانگبی، هنگیواگ نانیو |
| Fuzhou Airlines                               | چانگشا هوانگهوا، چنگچینگ ییانگبی، گایلین لیانگ‌جیانگ، لانگ‌دونگ‌بائو گوئی‌یانگ، هایکو میلان، هاربین تایپینگ، جینان یاکیانگ، کونمینگ چانگشوی، کینگدائو لیوتینگ، شانگهای پودنگ، ووسو تائی‌یوان، تیانجین بینهای، شی‌آن شیان‌یانگ، یینچوان هیدونگ، ژنگژو سین‌ژنگ |
| هاینان ایرلاینز                               | پکن، چانگشا هوانگهوا، دالیان ژووشویزی، بایون گوآنگجو، لانجو ژنگچوان، نانجینگ لوکو، ووسو تائی‌یوان، اورومچی دیووپو، شی‌آن شیان‌یانگ، ژنگژو سین‌ژنگ |
| هبئی ایرلاینز                                 | نانجینگ لوکو، شیاژونگ ژنگدینگ |
| هنگ کنگ ایرلاینز                              | هنگ کنگ |
| جوی ایر                                       | هفئی ژینگیاو، هونگشان تونکسی |
| جونیائو ایرلاینز                              | شانگهای پودنگ |
| Kunming Airlines                              | چانگشا هوانگهوا، کونمینگ چانگشوی |
| Lucky Air                                     | چنگدو شوانگلیو، گایلین لیانگ‌جیانگ، کونمینگ چانگشوی، نانینگ ووژو |
| مالزی ایرلاینز                                | کوالالامپور |
| مندرین ایرلاینز                               | سونگشان تایپه |
| New Gen Airways                               | چارتر: دن موئنگ |
| شاندونگ ایرلاینز                              | پکن، چنگچینگ ییانگبی، گایلین لیانگ‌جیانگ، کینگدائو لیوتینگ |
| شنژن ایرلاینز                                 | چنگدو شوانگلیو، دالیان ژووشویزی، سوئکارنو-هتا، جینان یاکیانگ، جینگدژن لوییا، نانجینگ لوکو، نانینگ ووژو، کانزای، شنینگ تخین، شنژن بن، سانن شوفانگ، شی‌آن شیان‌یانگ، زوهای سانزاهو |
| سیچوان ایرلاینز                               | چانگشا هوانگهوا، چنگدو شوانگلیو |
| سیلک‌ایر                                       | چانگی سنگاپور |
| تیانجین ایرلاینز                              | کینگدائو لیوتینگ، تیانجین بینهای |
| Thai Smile                                    | چارتر: چیانگ مای |
| Uni Air                                       | گاوشیونگ، تائویوان تایوان |
| وست ایر                                       | چنگچینگ ییانگبی، ووهان تیانهه، ژنگژو سین‌ژنگ |
| ژیامن ایرلاینز                                | سووارنابومی، پکن، مکتان-کبو, چانگچون لونگییا، چانگشا هوانگهوا، چنگدو شوانگلیو، چنگچینگ ییانگبی، دالیان ژووشویزی، انگوراه رای, گانژو هوانگژین، بایون گوآنگجو، گایلین لیانگ‌جیانگ، لانگ‌دونگ‌بائو گوئی‌یانگ، هایکو میلان، هانگجو ژیاشان، هاربین تایپینگ، هوهوت بایتا، سوئکارنو-هتا، ججو، جینان یاکیانگ، کالیبو, گاوشیونگ، کوتا کینابالو، کوالالامپور، کونمینگ چانگشوی، لانجو ژنگچوان، لهاسا گونگار، ماکائو، Mianyang، نانجینگ لوکو، نانینگ ووژو، جان اف کندی، کانزای، پوکت, کینگدائو لیوتینگ، سانیا فونیکس، شانگهای هونگچیائو، سیم ریپ، شنینگ تخین، شنژن بن، چانگی سنگاپور، سیدنی، سونگشان تایپه، تائویوان تایوان، ووسو تائی‌یوان، تیانجین بینهای، ناریتا (برقراری مجدد از ۲۰ اوت ۲۰۱۷)، اورومچی دیووپو، ووهان تیانهه، سانن شوفانگ، شی‌آن شیان‌یانگ، شیچانگ قینگشان، سینینگ کائوجیابو، یینچوان هیدونگ، ژنگژو سین‌ژنگ |

### باری
| شرکت‌های هواپیمایی    | مقصدهای پروازی                              |
| -------------------- | ------------------------------------------- |
| چاینا پستال ایرلاینز | نانجینگ لوکو، تائویوان تایوان، زیامن گائوچی |